# Newton-in-Furness
Newton är en by i civil parish Dalton Town with Newton, i distriktet Westmorland and Furness, i grevskapet Cumbria, i England. Byn är belägen 4 km från Barrow-in-Furness. Byn nämndes i Domedagsboken (Domesday Book) år 1086, och kallades då Neutun.